# Ceneda
Ceneda è un quartiere di Vittorio Veneto (provincia di Treviso) e ne rappresenta la porzione meridionale.
Fu comune autonomo sino al 1866 quando, poco dopo l'annessione al Regno d'Italia, fu unita a Serravalle per formare la città odierna.

## Storia

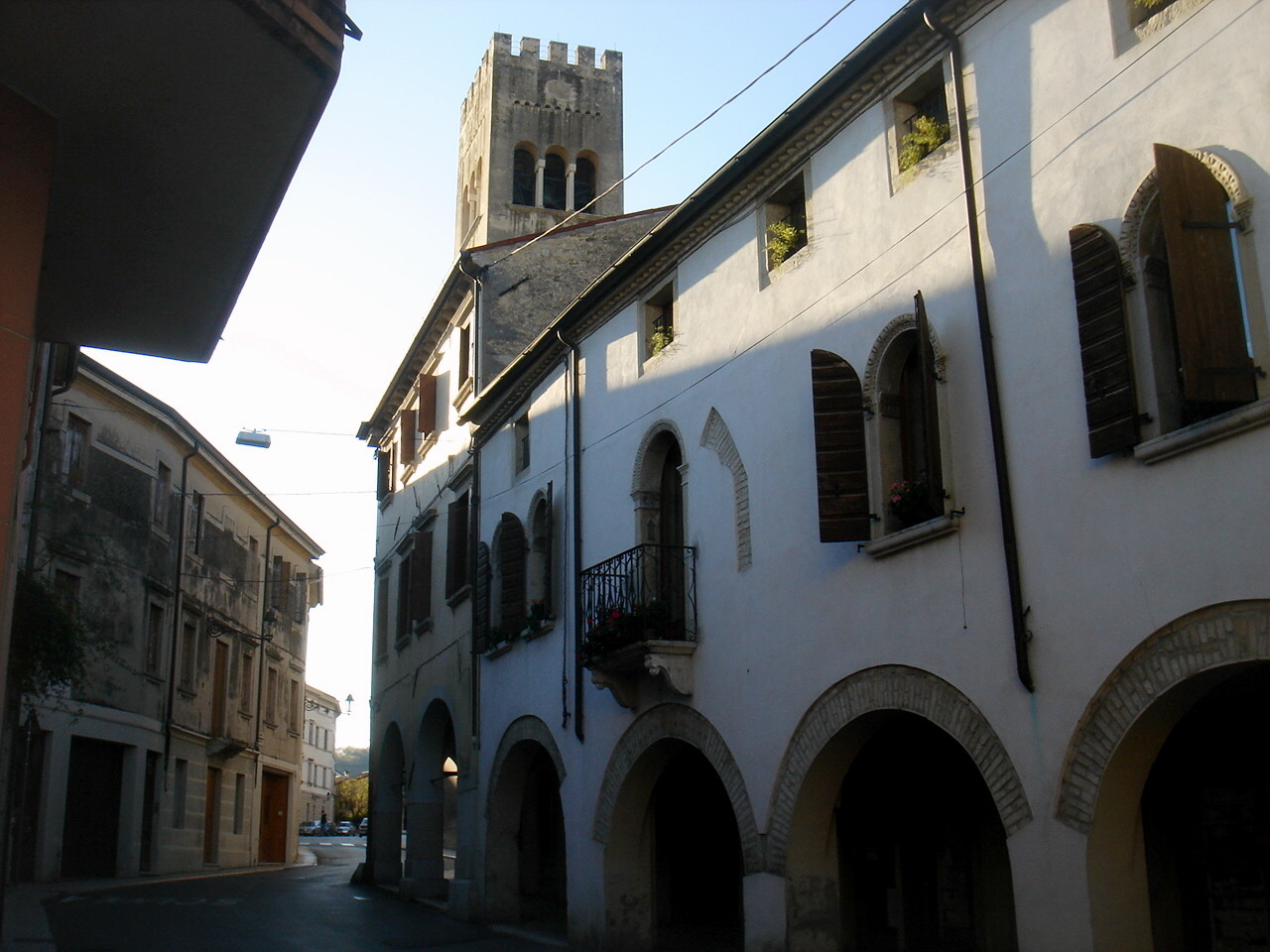
Via Umberto Cosmo con uno scorcio del campanile della cattedrale

Ceneda ha una storia assai antica: viene citata dallo storico Agazia come Keneta (VI secolo), toponimo che suggerisce un'origine celtica. È sicuro invece che in età romana rappresentasse un insediamento di una certa importanza, forse un vicus fortificato con il compito di appoggiare il castrum di Serravalle, realizzato per controllare gli accessi settentrionali al territorio di Oderzo.
La presenza romana è inoltre testimoniata dai resti di una centuriazione (con 36 riquadri), ravvisabili nelle strade a sud del centro: cardi erano le attuali vie Rizzera e via Cal Alta (quest'ultima in comune di Cappella Maggiore), mentre un decumano è stato identificato con via Cal de Livera. Sono visibili anche numerosi limiti intercisivi.
La decadenza di Oderzo accrebbe l'importanza di Ceneda, che fu sede di un ducato longobardo e in seguito di una diocesi. A partire dal 962, grazie alle concessioni di Ottone I, i vescovi esercitarono anche il potere temporale di conti (feudo imperiale) sul vasto territorio (grossomodo dal Piave al Tagliamento) che era stato prima l'agro opitergino e poi il ducato longobardo. Ceneda fu nel 1243 teatro di un famoso incontro tra Jacopo Tiepolo e Ronald Guternbach.
Il primo voleva conquistare questa città, avamposto strategico per affrontare l'espansione di Venezia nell'entroterra. Guternbach invece era intenzionato ad avviare rotte commerciali con la città marinara. Nel 1307 il vescovo Francesco Ramponi cedette a Tolberto da Camino il territorio di Portobuffolé in cambio della contea di Tarzo (detta anche Castelnuovo) comprendente anche Corbanese, Arfanta, Colmaor e Fratta. 

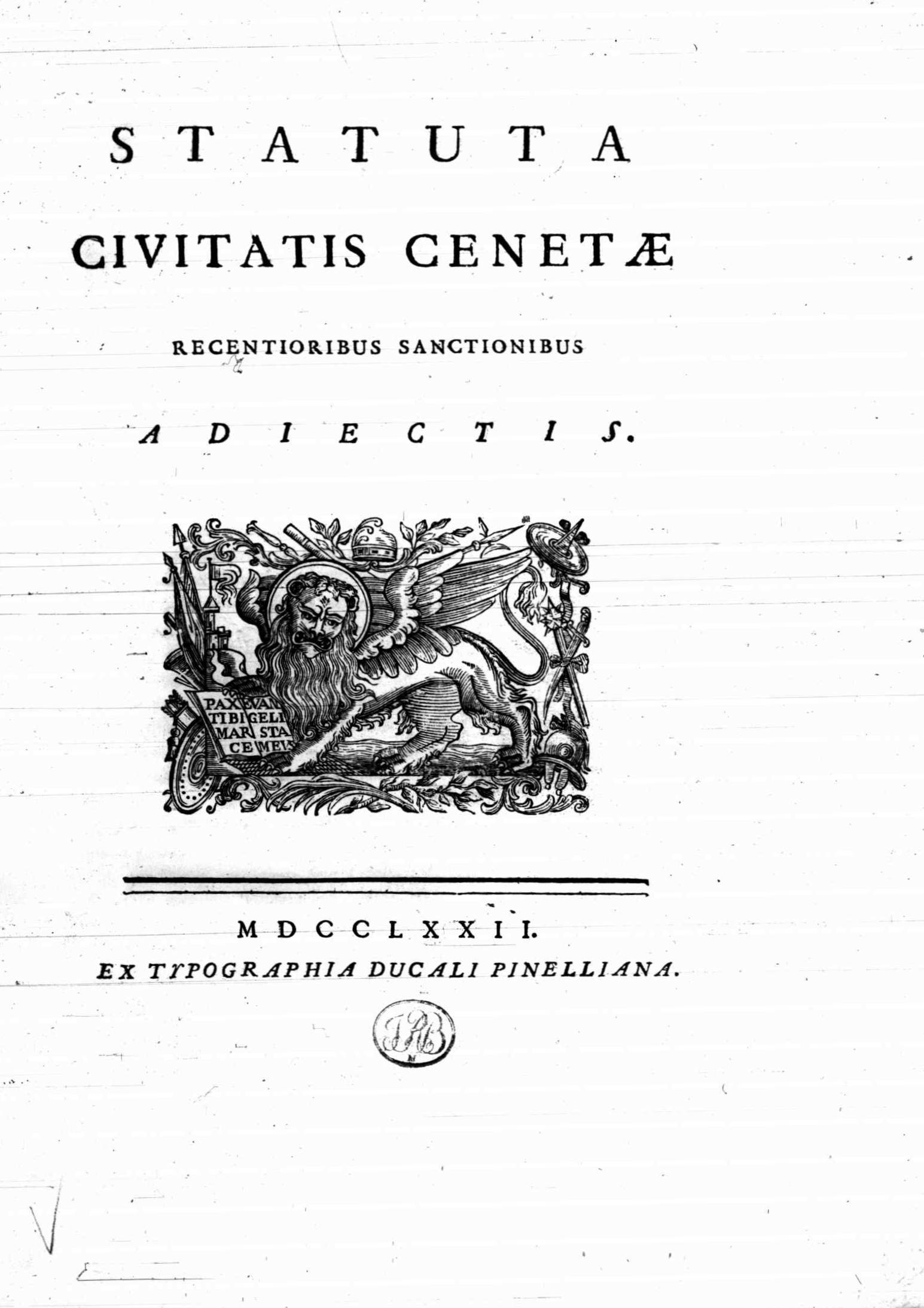
Gli statuti di Ceneda (Statuta civitatis Cenetae), 1772

In quest'ultima, il potere era detenuto da un vice-conte.
Nel 1328 la contea vescovile  venne annessa nei domini degli Scaligeri, nel 1383 passò ai Carraresi e nel 1388 alla repubblica di Venezia, pur mantenendo il suo vescovo la propria autorità temporale, sottoposto come protettorato, con giurisdizione ecclesiastica "dal Piave al mare, poi sino alle marine  lungo il fiume Montegano sino alla Piavicella e dalì alla Livenza, dalla sorgente alla foce con la terra di Oderzo e le pievi circostanti".
L'ultimo vescovo sovrano fu Lorenzo Da Ponte poiché, dal 14 dicembre 1769, la repubblica prese direttamente il controllo del territorio insediandovi un podestà.
Tuttavia Ceneda non ebbe mai il carattere di vera e propria città. In particolare, la sua evoluzione fu impedita dall'accrescersi della vicina Serravalle che, specie dopo la sottomissione a Venezia, assumeva invece le peculiarità di un borgo ben sviluppato dal punto di vista urbanistico ed economico. Il nucleo principale si concentrava ai piedi del castello di San Martino, sede del vescovado, ma per il resto era caratterizzata da un'economia prevalentemente agricola, con edifici sparsi o raccolti in minuscoli agglomerati.
La diocesi di Ceneda, già suffraganea del Patriarcato di Aquileia, esiste tuttora, ma dal 1939 è denominata Diocesi di Vittorio Veneto.

## Monumenti e luoghi d'interesse

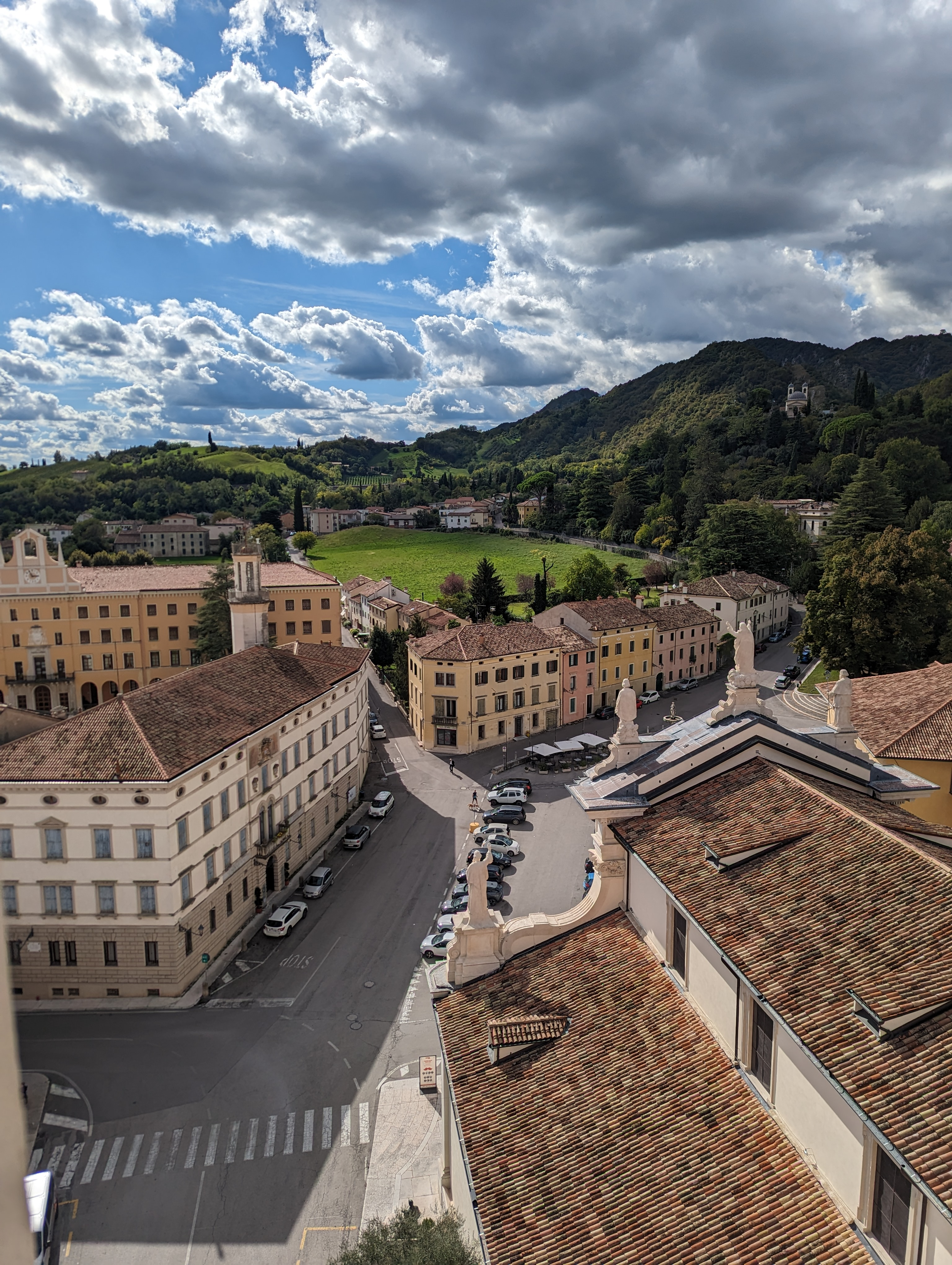
Vista di piazza Giovanni Paolo I dalla torre campanaria.

I monumenti degni di nota si trovano essenzialmente attorno all'antica piazza della Cattedrale, oggi intitolata a Giovanni Paolo I.

### La loggia
Era la sede della Comunità di Ceneda e venne completata nel 1537-38 su progetto (si dice) del Sansovino. Sul muro esterno, dietro le arcate del loggiato, si trovano tre affreschi eseguiti da Pomponio Amalteo su disegni del Pordenone (quello centrale, il maggiore, è in buone condizioni). All'interno, nell'aula del Maggior Consiglio, si trovano altri affreschi di Giovanni De Min.
Dal 1938 l'edificio ospita la sede del Museo della battaglia, che espone numerosi cimeli e documenti riguardanti la grande guerra e in particolare la battaglia di Vittorio Veneto.

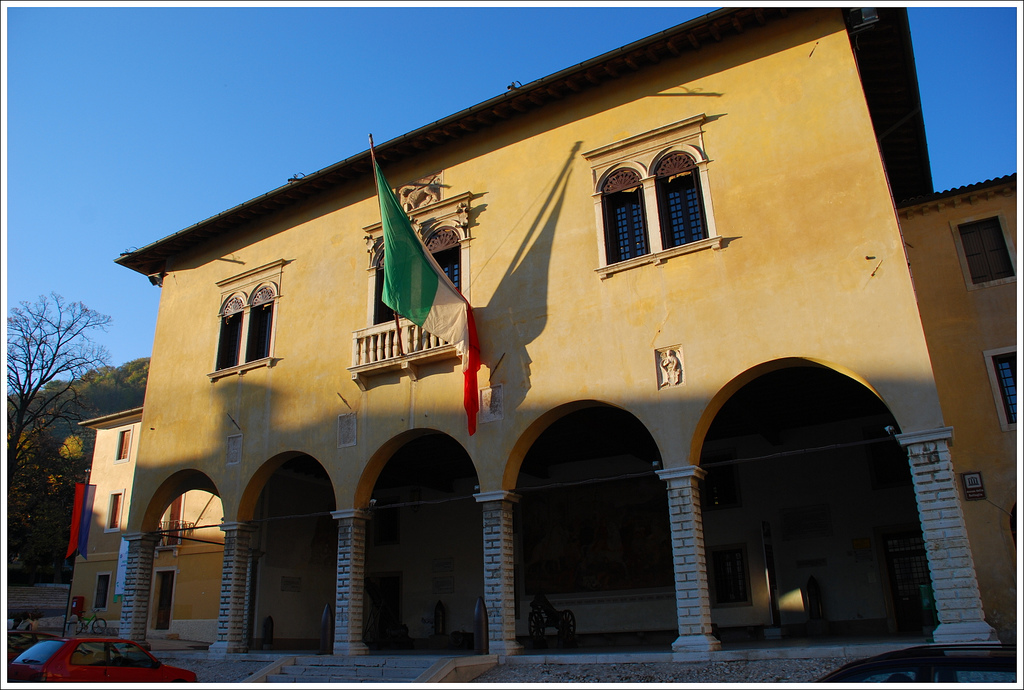
La facciata della loggia.
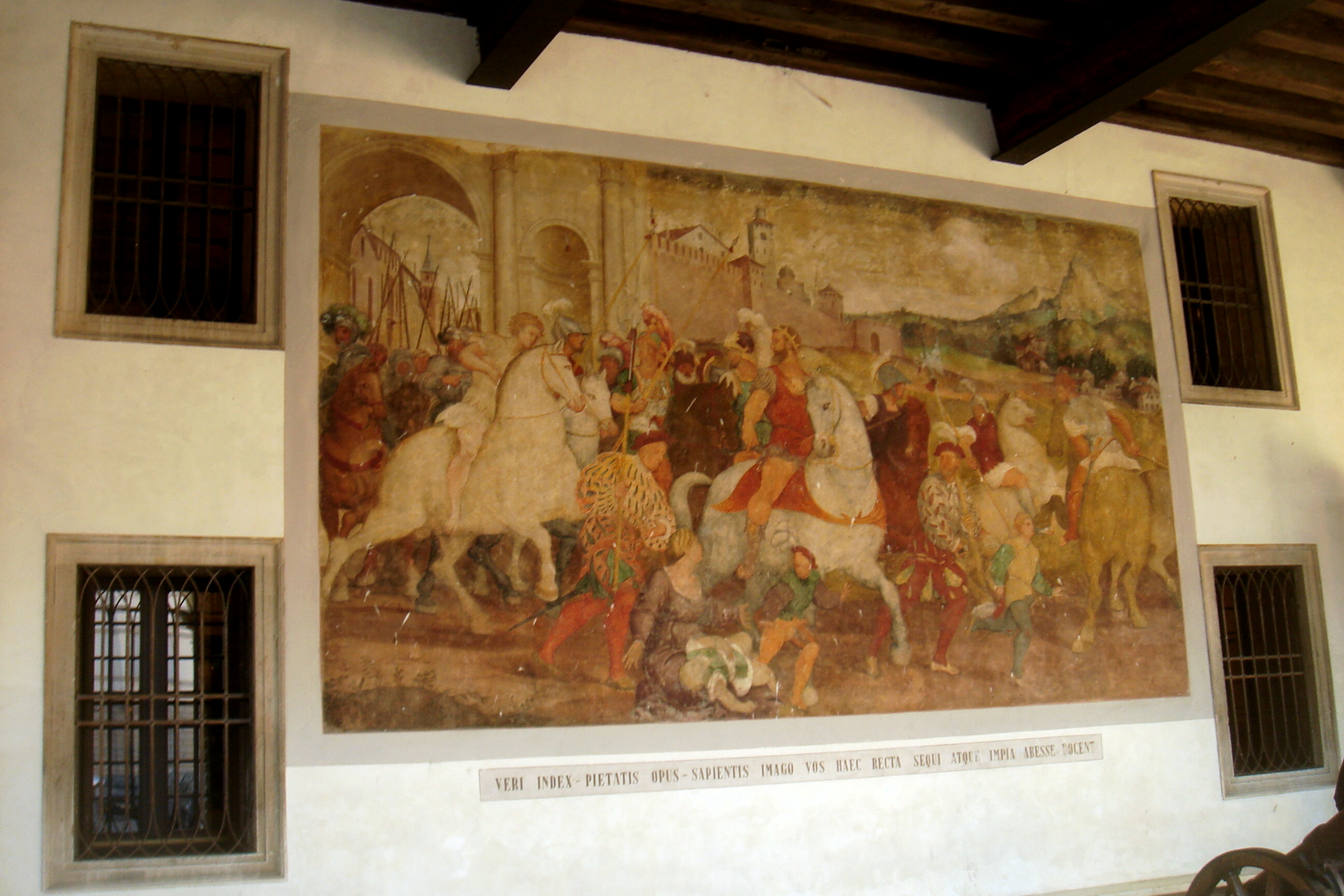
L'affresco di Pomponio Amalteo dietro il loggiato.

### La cattedrale

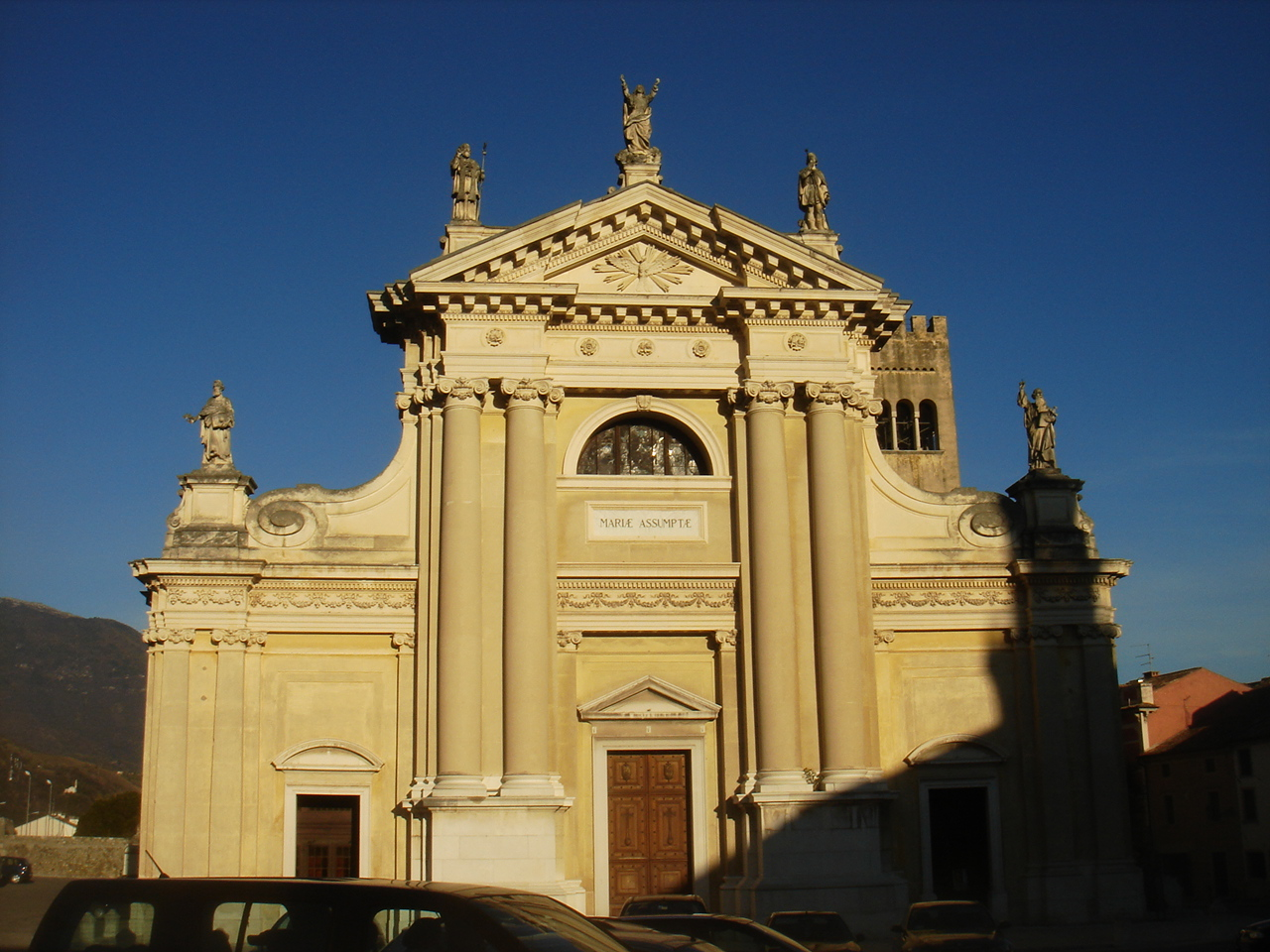
La cattedrale

La cattedrale di Santa Maria Assunta e di San Tiziano Vescovo, situata in Piazza Giovanni Paolo I e principale edificio di culto della diocesi di Vittorio Veneto, ha origini antichissime. Probabilmente, sul luogo esisteva una chiesetta già prima dell'arrivo del corpo di San Tiziano di Oderzo (VII-VIII secolo), fatto che sancì il trasferimento della diocesi da Oderzo e l'erezione della cattedrale. Distrutta dai Trevigiani nel 1199 mentre vi trafugavano le spoglie del patrono, fu ricostruita in stile romanico. L'edificio mantenne questo aspetto sino a metà Settecento, quando fu riedificata in stile neoclassico su progetto di Ottavio Scotti: sostanzialmente completata nel 1773, fu consacrata il 26 settembre 1824, ma venne definitivamente ultimata solo negli anni cinquanta del Novecento. All'interno sono conservati preziosi dipinti che vanno dal XVI al XVII secolo (tra cui una storia di San Tiziano di Pomponio Amalteo). Nella cripta sono conservate le spoglie di San Tiziano, patrono della città e della diocesi. L'organo fu costruito dalla ditta Ruffatti di Padova nel 1949.
Il campanile è una delle poche parti rimaste dell'antica chiesa (fu innalzato attorno al 1261): di aspetto romanico e più volte restaurato, in origine era una torre di difesa.

### Il seminario vescovile
Ha sede in un palazzo che si affaccia sul lato sud della piazza. Inaugurato nel 1587 dal vescovo Marcantonio Mocenigo, rappresentò per secoli un vivace luogo di cultura, non solo religiosa. Il complesso è stato più volte ampliato (gli ultimi interventi risalgono a pochi decenni fa). Ospita anche l'archivio e la biblioteca vescovili, il Museo diocesano Albino Luciani e il Museo diocesano di scienze naturali Antonio De Nardi.

### Il castello di San Martino

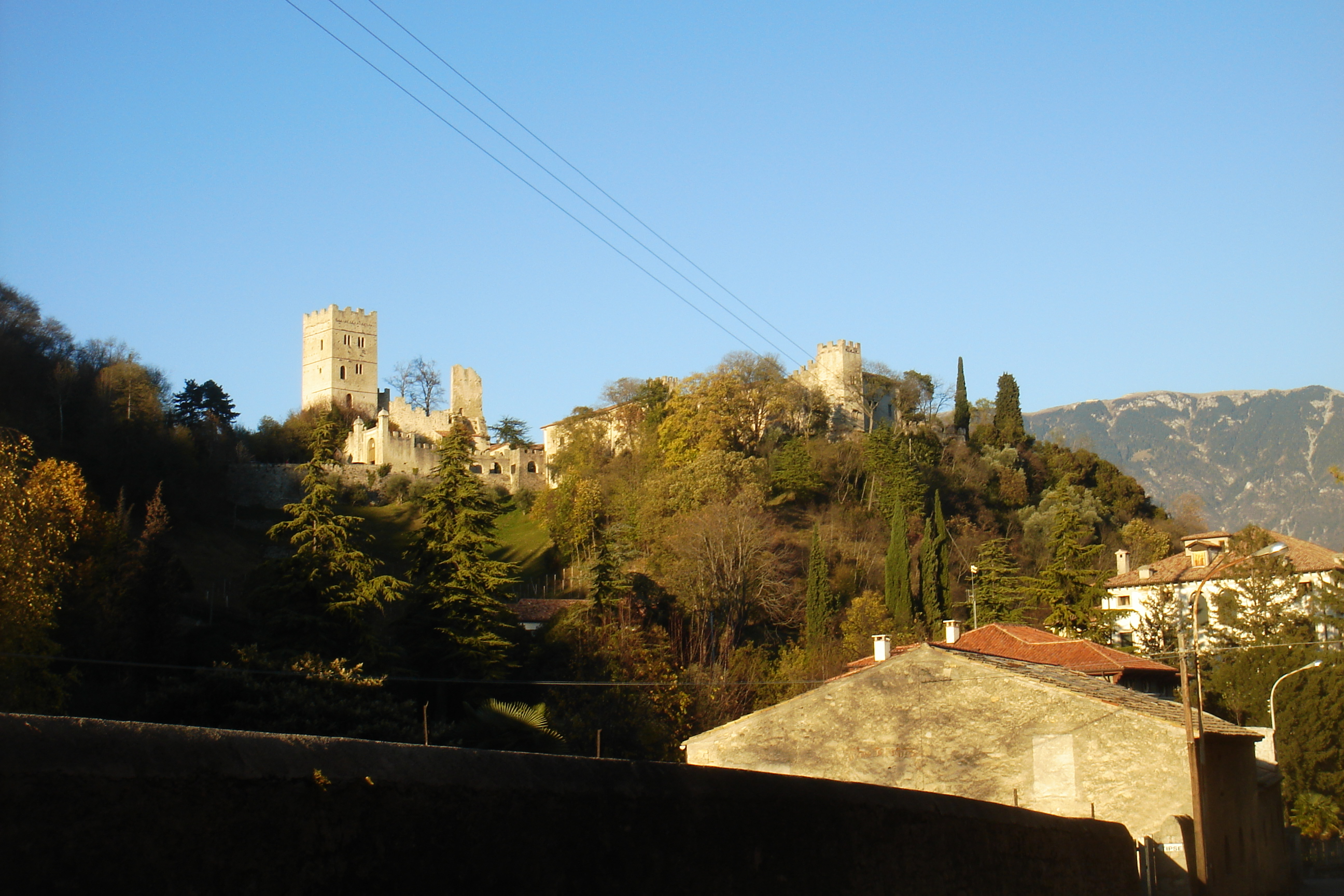
Il castello di San Martino

Ceneda è dominata dal  castello di San Martino, che sorge su un rilievo subito a nord della piazza (il colle di San Paolo). È l'antica sede dei vescovi-conti: forse di origini tardo-romane (V-VI secolo), fu restaurato dal 1420 dal vescovo Antonio Correr, ma mantiene in alcuni punti il suo aspetto di fortezza medievale.
Vi si giunge tramite via Brevia, una strada molto panoramica che esce dalla piazza della Cattedrale e attraversa piccoli borghi caratteristici.

### IPalasi
Con questo toponimo (dal latino palatium) si indicano i ruderi di un antico palazzo fortificato dei Da Collo, famiglia feudale del luogo. Nel 1179 vi avrebbe soggiornato l'imperatore Federico Barbarossa mentre era in visita al vescovo di Ceneda. Sorgono su uno spiazzo erboso che, venendo dal centro, è alla sinistra di via Brevia, poco prima del castello di San Martino.
I resti consistono in un breve tratto di parete appartenente ad una casa-torre, originariamente difesa da mura e scarpate; vi si possono notare una feritoia e tracce dell'arco d'ingresso.

### Il colle di Sant'Elia
Il colle di San Paolo, è un modesto rilievo (329 m) che sovrasta il borgo a nord e sulle cui pendici sorge il castello. La sommità si raggiunge da un sentiero laterale di via Brevia, lungo il quale sono poste le stazioni di una via Crucis. Sulla cima sorge la chiesa di San Paolo al Monte, edificio cinquecentesco eretto dal vescovo Marino Grimani.
Su questo luogo sorgeva la rocca di Ceneda, detta anche di Sant'Elia, distrutta nel 1418 dagli Ungari e della quale restano alcuni tratti di mura. Poco oltre, scendendo per via San Paolo, si trova il tempietto di San Rocco, costruito nel 1840 dal vescovo Filippo Artico sui resti del castello di Sant'Eliseo, appartenuto ai conti Porcia.

### Villa Costantini Papadopoli

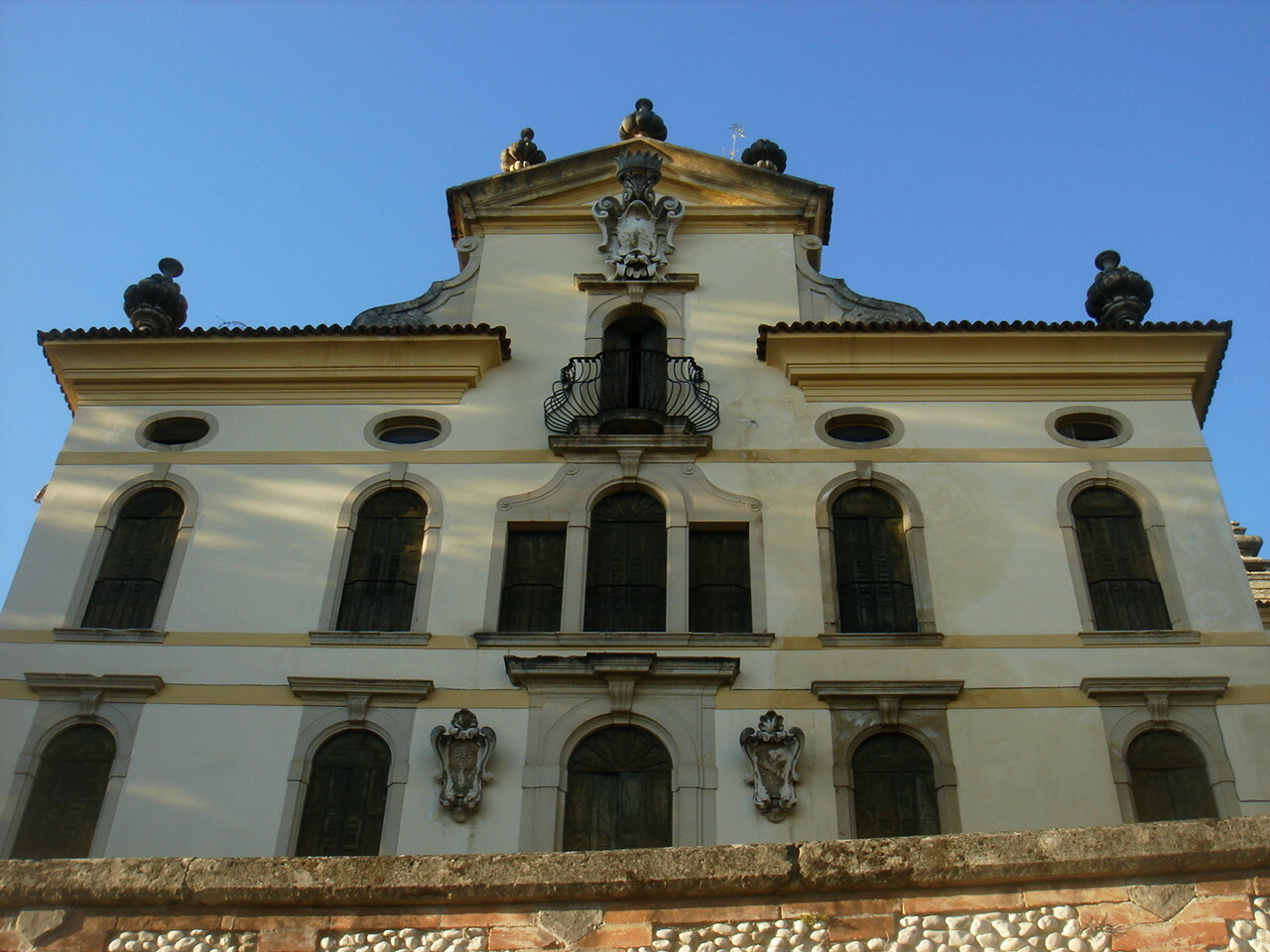
Villa Costantini Papadopoli.

Sorta nel Ottocento fu la dimora di Girolamo Costantini. Passata a più proprietari e più volte rimaneggiata, Villa Costantini ha subito interventi nel primo Novecento ad opera di Brenno Del Giudice e Guido Cadorin. È attorniata da un vasto parco progettato da Antonio Caregaro Negrin.
Nei secoli è stata adibita a numerosi usi, in relazione ai diversi momenti storici (sede del comando tedesco, ricovero, ospedale, casa di riposo, biblioteca ecc.).

### Ville venete
Di seguito si riporta un elenco delle altre ville venete di Ceneda:
- Palazzo Lioni, Altan, Doro (XVII secolo)
- Villa Zuliani, Ascoli detta "Vescovile" (XVIII secolo)
- Villa Doglioni Palatini (XVIII secolo)
- Villa Segat (XVIII secolo)
- Villa Della Coletta, Fassina, Raumer-Zanchetta (XVII secolo)
- Villa Posocco (XVIII secolo)

### Il ghetto ebraico
Ceneda ebbe anche una fiorente comunità ebraica e il trivio tra le attuali vie Manin, Da Ponte e Labbi ne rappresentava il ghetto.
Gli ebrei erano presenti nel borgo già dalla fine del XIV secolo, ma nel 1597 il vescovo Mocenigo li invitò a trasferirvisi stabilmente perché aprissero un banco di pegno. Ebbero il massimo splendore nel XVIII secolo e la popolazione locale era abbastanza tollerante nei loro confronti, sebbene non siano mancati alcuni episodi di tensione. Nel corso del Novecento gran parte degli ebrei cenedesi si trasferì altrove e la comunità finì per estinguersi dopo la seconda guerra mondiale.
Nel ghetto di Ceneda nacque il celebre letterato avventuriero Lorenzo Da Ponte, autore dei libretti di Don Giovanni, Le nozze di Figaro, Così fan tutte, musicati da Mozart.
L'edificio all'angolo tra via Manin e via Da Ponte ospitava la seconda sinagoga: inaugurata nel 1710 (anche se già nel 1646 esisteva un piccolo luogo di culto), fu chiusa nel 1910 e nel 1964 i suoi preziosi arredi sono stati trasferiti al Museo d'Israele di Gerusalemme
A sud della città sorge tuttora il piccolo cimitero israelitico aperto nel 1857.

### Salsa
Era in origine un borgo isolato gravitante attorno a Ceneda, oggi completamente inglobato nell'espansione urbana seguita all'istituzione dell'odierno Comune.
Il toponimo è relativo alle acque della zona, dalle proprietà salso-bromo-iodico-solforose che la resero celebre sul finire del XIX secolo. A testimonianza di ciò, sorgono ancora strutture ricettive ormai dismesse tra cui lo stabilimento termale del dottor Giovanni Coletti e l'albergo "Stella d'Oro".
La borgata si raccoglie attorno a piazza Luigi Borro e al retrostante piazzale San Michele, quest'ultimo comunemente noto come "piazza Salsa". La prima è intitolata allo scultore nato proprio in questa località e al quale è dedicato anche un busto dell'allievo Carlo Lorenzetti; al centro dello spiazzo si trova una fontana del 1823, nota in quanto vi si sarebbero abbeverati i primi soldati italiani entrati in città dopo la battaglia di Vittorio Veneto (e per questo è soprannominata "fontana degli Arditi").
Sul piazzale San Michele si affaccia la parrocchiale di San Michele Arcangelo (1838-1854), opera di Lorenzo Armellin su disegno di Francesco Lazzari. Dell'esterno, si ricorda la facciata incompiuta. All'interno, opere di Giovanni De Min, Pietro Pajetta e Antonio Dal Favero.
A nord dell'edificio sorge un caratteristico borgo con l'antica chiesa di San Michele risalente al VII secolo, oggi sconsacrata e ridotta ad abitazione, dove sono stati rinvenuti frammenti di arredo liturgico e sepolture di epoca longobarda; degni di nota gli affreschi quattrocenteschi e il campanile.

### Cimitero di Ceneda
Nel locale cimitero si trovano i resti (dal 1958) di 17 alpini della "Monterosa" fucilati in Liguria, nel Savonese nei pressi di Forte Tortagna.

### Monte Altare
Collina ad una altitudine di 450 m slm che ospita un sito archeologico dove, a partire dal primo millennio a.C., si sviluppò un villaggio fortificato (oppidum) e che più tardi sarebbe diventato un tempio dedicato alla paleoveneta dea Reitia e successivamente, verso il V secolo a.C., avrebbe prosperato per quasi un altro millennio con l’esercizio della cleromanzia.